# پورتولا (ایتالیا)
پورتولا (به ایتالیایی: Portula) یک کومونه در ایتالیا است که در استان بیه‌لا واقع شده‌است.

## خصوصیات
پورتولا ۱۱٫۱ کیلومترمربع مساحت و ۱٬۵۰۵ نفر جمعیت دارد.